# Rubicundiella mucronata
Rubicundiella mucronata är en stekelart som först beskrevs av Léon Abel Provancher 1875.  Rubicundiella mucronata ingår i släktet Rubicundiella och familjen brokparasitsteklar. Inga underarter finns listade i Catalogue of Life.